# Khirbet Safa
Khirbet Safa (àrab: خربة صافا, Ḫirbat Ṣāfā) és una vila palestina de la governació d'Hebron, a Cisjordània, situada 12 kilòmetres al nord-oest d'Hebron. Segons l'Oficina Central Palestina d'Estadístiques tenia 1.105 habitants el 2006.

## Història
En 1883 el Survey of Western Palestine (SWP) del Fons per a l'Exploració de Palestina la descriu com "una vila petita amb un pou d'aigua al nord, al vessant oest just per sota del corrent d'aigua."
Després de la Guerra araboisraeliana de 1948 i els acords d'armistici de 1949, Khirbet Safa va quedar sota un règim d'ocupació jordana. Des de la Guerra dels Sis Dies en 1967, Khirbet Safa ha romàs sota ocupació israeliana.